# Schanzen Einsiedeln
Die Schanzen Einsiedeln, früherer Name Nationale Skisprunganlage Eschbach Einsiedeln, gelegentlich auch als Einsiedlerschanzen bezeichnet, sind eine Skisprungschanzen-Anlage im Ortsteil Eschbach von Einsiedeln im Kanton Schwyz. Die Anlage besteht aus vier Schanzen, der Andreas Küttel-Schanze (ehemals AKAD-Schanze), der Simon Ammann-Schanze (ehemals Swisscom-Schanze), der Grossen KPT-Schanze und der Kleinen KPT-Schanze. Die Namen der beiden grössten Schanzen erinnern an die beiden Schweizer Skispringer Andreas Küttel und Simon Ammann. Die Schanzen sind das wichtigste Trainingszentrum der Schweiz und regelmässige Austragungsorte des FIS Sommer Grand Prix.

## Standort
Die Schanzen liegen etwa einen Kilometer Luftlinie nordwestlich des Ortskerns Einsiedelns, oberhalb des Ortsteils Eschbach. Der Schanzentisch der Andreas-Küttel-Schanze, der grössten der Schanzen, befindet sich auf einer Höhe von 950 Metern über Meer.

## Beschreibung
Die Schanzen Einsiedeln bestehen gegenwärtig aus vier Schanzen, der Andreas Küttel-Schanze (ehemals AKAD-Schanze, nach einem Sponsor), der Simon-Ammann-Schanze (ehemals Swisscom-Schanze) sowie aus der Grossen und der Kleinen KPT-Schanze. Die grösste der Schanzen ist die Andreas Küttel-Schanze mit einem Konstruktionspunkt (K) von 105 Metern und einer Hillsize (HS) von 117 Metern. Damit ist sie die grösste Mattenschanze der Schweiz. Vom Tal aus links neben dieser gibt es einen Sessellift, mit dem Springer nach oben fahren können. Daran schliesst sich die Simon Ammann-Schanze mit einem Konstruktionspunkt von 70 Metern und einer Hillsize von 77 Metern an. Unmittelbar neben dieser befindet sich die Grosse KPT-Schanze (K45, HS50). Vom Tal aus rechts neben der Andreas Küttel-Schanze liegt freies Gelände, auf dem später eine K120-Schanze errichtet werden soll. An diese Fläche schliesst noch die Kleine KPT-Schanze mit einem K-Punkt von 25 Metern und HS28 an. Alle Schanzen verfügen über Anlaufspuren aus Keramik und haben mit Matten belegte Aufsprunghänge, so dass Springen im Sommer möglich ist. Ebenso ist die Anlage mit Beschneiungsanlagen ausgestattet. Im Boden unter dem Auslauf der Andreas Küttel-Schanze sind Umkleiden und Duschen für die Athleten eingerichtet. Der Kampfrichterturm steht vom Tal gesehen links neben der Grossen KPT-Schanze. Die HS117 und die HS50 sind mit Flutlicht ausgerüstet, so dass auch Springen am Abend möglich sind.
Der Anlaufturm der Andreas Küttel-Schanze ist 44 Meter hoch. In ihm befindet sich ein Aufzug und eine Treppe. Auf der Spitze des Turmes gibt es einen sogenannten Panoramaraum, der sieben Meter in Richtung Tal auskragt. An dem quadratischen Turm ist die Anlaufbahn verankert. Sie überspannt frei 69 Meter und ist um 35° geneigt. Für den Aufsprunghang wurde eine bis zu 15 Meter hohe Aufständerung aus Stahl errichtet, auf der eine Holzkonstruktion ruht. Dies ist notwendig, um das natürliche Hangprofil auszugleichen. Auf Höhe des Schanzentisches steht neben der Schanze ein Betonturm mit einer Plattform für die Trainer an der Spitze.
Bei der Simon Ammann-Schanze verläuft ein grosser Teil des Anlaufs entlang des natürlichen Hangprofils. Lediglich das oberste Drittel im Bereich der Startluken verläuft auf einer Betonkonstruktion. Auch bei dieser Schanze wurde der Aufsprunghang mit einer Aufständerung an das erforderliche Profil angepasst. Ebenso wie bei der HS117 ist auch hier die Trainerplattform auf einem neben dem Schanzentisch stehenden Betonturm angebracht.
Die beiden KPT-Schanzen sind Naturschanzen, bei denen sowohl für die Anlaufbahn als auch für den Aufsprunghang dem Gelände entsprechend modelliert wurde. Hochbauten sind nicht erforderlich.
Im Sprungrichterturm ist neben einem Auswertungsraum auch ein VIP-Bereich untergebracht, auf dem Dach gibt es eine Dachterrasse.

## Nutzung

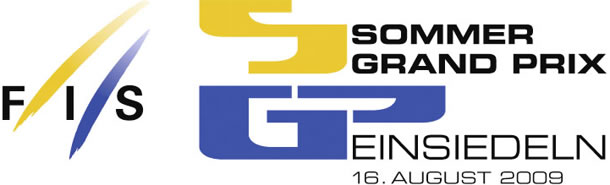
Logo des FIS Sommer Grand Prix Einsiedeln, dem wichtigsten auf der Schanze ausgetragenen internationalen Wettbewerb

Die Schanzenanlage gehört der Betreibergesellschaft Schanzen Einsiedeln AG und wird von dieser sowohl dem örtlichen Skiverein, dem SC Einsiedeln, als auch dem Schweizer Skiverband Swiss-Ski zur Verfügung gestellt. Die Nutzungsvereinbarung berücksichtigt Trainings der Swiss-Ski-Nationalkader, der Regionalverbände und von Skiclubs. Daneben können auch Athleten ausländischer Teams die Anlage gegen Gebühr nutzen. Die Schanzen bilden so das wichtigste Skisprung-Trainingszentrum der Schweiz. Im Jahr 2008 führten Sportler aus 14 Nationen in rund 1.000 Trainingseinheiten über 20.000 Sprünge durch.
Um neben Trainings und nationalen Wettkämpfen auf den Schanzen auch internationale Wettbewerbe veranstalten zu können, verfügen die HS117 und die HS77 über gültige Schanzenprofilbestätigungen des internationalen Skiverbandes FIS. Wichtigste Veranstaltung ist der seit 2005 jährlich auf der HS117 ausgetragene FIS Sommer Grand Prix, daneben werden auch Wettbewerbe des Skisprung-Continental-Cups, des FIS-Cups und des Alpencups auf der Schanze ausgetragen. Ausrichter dieser Springen ist der Verein Sportveranstaltungen Einsiedeln. 2006, 2008 und 2009 fanden auf den Schanzen auch die Schweizer Meisterschaft im Skispringen statt.
Der Panorama-Raum im Turm der Andreas Küttel-Schanze kann für Gruppen bis zu 40 Personen zu verschiedenen Anlässen gemietet werden. Der Sprungrichterturm wird für House-Running genutzt, der Aufsprunghang der HS117 kann mit Luftkissen-Schlitten (Airboards) befahren werden. Auf der Kleinen KPT-Schanze wird Skispringen für Jedermann angeboten.

## Geschichte
In Einsiedeln wurde bereits seit 1912 auf dem Fryherrenberg Skispringen betrieben. Mitte der 1980er-Jahre baute Werner Küttel, Vater von Andreas Küttel, gemeinsam mit Pater Kassian Etter im Umfeld von Klosterschule und Internat Einsiedeln einen als air'sport Einsiedeln bezeichneten Trainingsstützpunkt für Spezialspringer und Kombinierer auf. Bereits zu diesem Zeitpunkt gab es die Idee, in der Nähe eine Sprunganlage mit mehreren Schanzen zu errichten. Schliesslich gründete sich 1994 eine Kommission um in Einsiedeln ein neues Schweizer Trainingszentrum für das Skispringen zu planen. Sie prüfte mehrere Varianten, bis schliesslich der Ortsteil Eschbach als Standort der neuen Skisprungschanzen feststand. Daraufhin wurde 1999 die Genossenschaft Nationale Skisprunganlage Eschbach Einsiedeln (NaSE) gegründet. 2001 entstand am geplanten Standort zunächst eine als Probeschanze bezeichnete K20, die drei Jahre später wieder abgerissen wurde. Im Sommer 2002 wurde ein Ingenieurwettbewerb durchgeführt, an dem sich sechs Ingenieurbüros beteiligten. Vorgabe der Planungskommission war, dass die neue Anlage fünf Schanzen mit Konstruktionspunkten von 25, 45, 70, 105 und 120 Metern umfassen sollte. Der Entwurf des Zürcher Planungsbüros Henauer Gugler AG und der Architekten Burkhard & Lüthi konnte sich in diesem Wettbewerb durchsetzen, veranschlagt war eine Bausumme von 8,5 Millionen Franken für alle fünf Schanzen. Zur Finanzierung des Projekts sollten neben Geldern aus dem Nationalen Sportanlagen-Konzept des Bundes (NASAK) und Darlehen auch Spenden dienen. Für Aufsehen sorgte dabei die Schenkung von einer Million aus dem Nachlass eines anonymen Engländers.
2003 begann der Bau der Schanzenanlage. Es wurden zunächst nur die vier kleineren Schanzen errichtet, die im Entwurf vorgesehene K120 soll erst später folgen. Während der Bauarbeiten kam es zu einem Erdrutsch am Aufsprunghang, was zu Verzögerungen und geringen Mehrkosten führte. Ausserdem musste der Sprungrichterturm nachträglich modifiziert werden, da die Sicht auf die Schanzen eingeschränkt war. 2005 waren die Schanzen schliesslich fertiggestellt. Die Baukosten beliefen sich auf 14,5 Millionen Franken, somit waren die Schanzen etwa sechs Millionen Franken teurer als veranschlagt. Die Schanzen wurden zunächst nach Sponsoren als AKAD-Schanze (HS117), Swisscom-Schanze (HS77) und als Grosse und Kleine KPT-Schanze (HS50 und HS28) bezeichnet. Zur Einweihung fanden am ersten Juliwochenende 2005 Tage der offenen Tür statt. In deren Rahmen führten die Einsiedelner Skispringer Andreas Schuler (HS28), Salome Fuchs (HS50), Adrian Schuler (HS 78) und Andreas Küttel (HS117) die Jungfernsprünge von den Schanzen durch. Guido Landert erzielte bereits an diesem Wochenende von der HS117 eine Weite von 120,5 m. Unter Wettbewerbsbedingungen, die für einen Schanzenrekord Voraussetzung sind, wurde diese Weite erst drei Jahre später erreicht. Ende Juli 2005 fanden mit zwei Continental Cups auf der AKAD-Schanze die ersten internationalen Wettkämpfe statt. Das unter Flutlicht ausgetragene erste Springen am 23. Juli 2005 gewann Andreas Küttel vor dem Deutschen Michael Neumayer und dem Schweizer Simon Ammann. Am Folgetag konnte der Pole Marcin Bachleda das Springen für sich entscheiden, gefolgt von den beiden Schweizern Ammann und Michael Möllinger. Drei Wochen später wurde mit einem Sommer Grand Prix erstmals ein erstklassiges internationales Springen auf der Schanze veranstaltet, das der Slowene Robert Kranjec für sich entscheiden konnte. Seither wird jährlich ein Springen des Sommer-Grand-Prix auf der Schanze veranstaltet, weniger regelmässig finden auch Springen des FIS-Cups und des Alpencups statt.

Logo der Betreibergesellschaft Schanzen Einsiedeln GmbH

Durch die erhöhten Kosten beim Schanzenbau hatte die Betreibergenossenschaft NaSE von Beginn an finanzielle Schwierigkeiten. Im Mai 2007 war die Situation so bedrohlich geworden, dass nur eine aus dem Lotteriefonds entnommene Finanzhilfe durch den Kanton Schwyz einen Konkurs der Genossenschaft abwenden konnte. Trotz eines Sanierungsplanes des Wirtschaftsanwalts Karl Heinrich Wüthrich und einer auch von den Springern Küttel und Ammann unterstützten Spendenaktion konnte die Gesellschaft nicht stabilisiert werden und musste schliesslich im September 2007 Konkurs anmelden. Ende Mai 2008 wurde die Schanze zwangsversteigert. Das Konkursamt schätzte den Wert der Anlage auf 5,2 Millionen Franken. Bei der Versteigerung ging sie jedoch für nur 120.000 Franken an die Bauunternehmung Aufdermaur Söhne AG, die bereits eine der Hauptgläubigerinnen der ehemaligen Betreibergenossenschaft war. Nach dem Konkurs wurde der Betrieb auf der Schanze übergangsweise von Swiss-Ski geführt. Am 1. August 2008 fand erstmals zusätzlich zum jährlichen Grand Prix im Spezialspringen auch ein Sommer-GP in der Nordischen Kombination statt, den der Schweizer Ronny Heer für sich entscheiden konnte. Zum 1. Januar 2009 übernahm eine neu gegründete Betreibergesellschaft, die Schanzen Einsiedeln GmbH, den Betrieb der Schanzen. Neben der Aufdermaur Söhne AG werden die Anteile an dieser auch von am Skisprungsport interessierten Organisationen und Privatpersonen gehalten, darunter auch der Einsiedler Springer Küttel.
Am 12. Mai 2009 wurden schliesslich die bisherige AKAD-Schanze in Andreas Küttel-Schanze umbenannt, die bisherige Swisscom-Schanze erhielt den Namen Simon Ammann-Schanze.
Am 19. Mai 2019 haben die Stimmbürger des Bezirks Einsiedeln einen Kredit für den Ausbau der Schanzen auf einen Winterbetrieb mit 70,7 % abgelehnt. Die Zukunft der Schanzen ist mit dieser Entscheidung ungewiss.

## Schanzendaten

### Schanzenprofil
| Andreas Küttel-Schanze          | Andreas Küttel-Schanze |
| Anlauf                          | Anlauf                 |
| ------------------------------- | ---------------------- |
| Anlauflänge                     | 101,00 m               |
| Neigung des Anlaufs (γ)         | 35°                    |
| Anlaufgeschwindigkeit           | 91 km/h                |
| Schanzentisch                   |                        |
| Neigung des Schanzentisches (α) | 10.5°                  |
| Aufsprung                       |                        |
| Hillsize                        | 117 m                  |
| Konstruktionspunkt              | 105 m                  |
| K-Punkt Neigungswinkel (β)      | 36,9°                  |

| Simon Ammann-Schanze            | Simon Ammann-Schanze |
| Anlauf                          | Anlauf               |
| ------------------------------- | -------------------- |
| Anlauflänge                     | 094,00 m             |
| Neigung des Anlaufs (γ)         | 30°                  |
| Anlaufgeschwindigkeit           | 81 km/h              |
| Schanzentisch                   |                      |
| Neigung des Schanzentisches (α) | 10.5°                |
| Aufsprung                       |                      |
| Hillsize                        | 77 m                 |
| Konstruktionspunkt              | 70 m                 |
| K-Punkt Neigungswinkel (β)      | 35,5°                |

| Grosse KPT-Schanze              | Grosse KPT-Schanze |
| Anlauf                          | Anlauf             |
| ------------------------------- | ------------------ |
| Anlauflänge                     | 071,00 m           |
| Neigung des Anlaufs (γ)         | 30°                |
| Anlaufgeschwindigkeit           | 70 km/h            |
| Schanzentisch                   |                    |
| Neigung des Schanzentisches (α) | 09°                |
| Aufsprung                       |                    |
| Hillsize                        | 50 m               |
| Konstruktionspunkt              | 45 m               |
| K-Punkt Neigungswinkel (β)      | 30,5°              |

| Kleine KPT-Schanze              | Kleine KPT-Schanze |
| Anlauf                          | Anlauf             |
| ------------------------------- | ------------------ |
| Anlauflänge                     | 039,00 m           |
| Neigung des Anlaufs (γ)         | 25°                |
| Anlaufgeschwindigkeit           | 52 km/h            |
| Schanzentisch                   |                    |
| Neigung des Schanzentisches (α) | 08°                |
| Aufsprung                       |                    |
| Hillsize                        | 28 m               |
| Konstruktionspunkt              | 25 m               |
| K-Punkt Neigungswinkel (β)      | 28,8°              |

### Entwicklung des Schanzenrekords
Andreas Küttel-Schanze
| Datum              | Name                  | Weite   | Wettbewerb                         |
| ------------------ | --------------------- | ------- | ---------------------------------- |
| 13. August 2005    | Thomas Morgenstern    | 116,0 m | Grand Prix                         |
| 10. September 2006 | Tobias Bogner         | 119,0 m | Alpencup                           |
| 01. August 2008    | Anssi Koivuranta      | 120,5 m | Grand Prix (Nordische Kombination) |
| 01. August 2008    | Gregor Schlierenzauer | 121,0 m | Grand Prix                         |

## Internationale Wettbewerbe
Genannt werden alle von der FIS organisierten Sprung- und Kombinationswettbewerbe, nicht berücksichtigt sind Juniorenwettbewerbe.

### Spezialspringen
| Datum              | Kategorie  | Schanze | 1. Platz               | 2. Platz                     | 3. Platz                |
| ------------------ | ---------- | ------- | ---------------------- | ---------------------------- | ----------------------- |
| 23. Juli 2005      | COC        | HS117   | Andreas Küttel         | Michael Neumayer             | Simon Ammann            |
| 24. Juli 2005      | COC        | HS117   | Marcin Bachleda        | Simon Ammann                 | Michael Möllinger       |
| 13. August 2005    | Grand Prix | HS117   | Robert Kranjec         | Janne Happonen               | Jakub Janda             |
| 12. August 2006    | Grand Prix | HS117   | Andreas Kofler         | Gregor Schlierenzauer        | Simon Ammann            |
| 09. September 2006 | Alpencup   | HS77    | Thomas Thurnbichler    | Nico Faller                  | David Unterberger       |
| 10. September 2006 | Alpencup   | HS117   | Manuel Poppinger       | Arthur Pauli                 | Pascal Bodmer           |
| 07. Oktober 2006   | FIS-Cup    | HS77    | Stefan Innerwinkler    | Trevor Morrice               | Nicolas Fettner         |
| 08. Oktober 2006   | FIS-Cup    | HS117   | Stefan Innerwinkler    | Markus Eggenhofer            | Kim-Arild Tandberg      |
| 18. August 2007    | Grand Prix | HS117   | Thomas Morgenstern     | Adam Małysz                  | Jernej Damjan           |
| 06. Oktober 2007   | FIS-Cup    | HS77    | Gerald Wambacher       | Daniel Lackner               | Markus Eggenhofer       |
| 07. Oktober 2007   | FIS-Cup    | HS117   | Daniel Lackner         | Martin Plhal                 | Florian Schabereiter    |
| 01. August 2008    | Grand Prix | HS117   | Andreas Kofler         | Gregor Schlierenzauer        | Thomas Morgenstern      |
| 11. Oktober 2008   | FIS-Cup    | HS117   | Pascal Bodmer          | Klemens Murańka              | Lukas Müller            |
| 12. Oktober 2008   | FIS-Cup    | HS117   | Anders Fannemel        | Klemens Murańka              | Pascal Bodmer           |
| 16. August 2009    | Grand Prix | HS117   | Bjørn Einar Romøren    | Daiki Itō                    | Robert Kranjec          |
| 12. September 2009 | Alpencup   | HS117   | Thomas Diethart        | Daniel Althaus               | Markus Eisenbichler     |
| 13. September 2009 | Alpencup   | HS117   | Johannes Obermayr      | Thomas Diethart              | Jaka Hvala              |
| 09. Oktober 2009   | FIS-Cup    | HS117   | Denis Kornilow         | Balthasar Schneider          | Dmitri Wassiljew        |
| 10. Oktober 2009   | FIS-Cup    | HS117   | Balthasar Schneider    | Nico Hermann                 | David Winkler           |
| 15. August 2010    | Grand Prix | HS117   | Daiki Itō              | Adam Małysz                  | Maciej Kot              |
| 08. Oktober 2010   | FIS-Cup    | HS117   | Adrian Schuler         | Marco Grigoli                | Tomáš Zmoray            |
| 09. Oktober 2010   | FIS-Cup    | HS117   | Marco Grigoli          | Vital Anken                  | Michail Maximotschkin   |
| 14. August 2011    | Grand Prix | HS117   | Kamil Stoch            | Thomas Morgenstern           | Rune Velta              |
| 19. August 2011    | FIS-Cup    | HS117   | Elias Tollinger        | Andrei Patschin              | Markus Eggenhofer       |
| 20. August 2011    | FIS-Cup    | HS117   | Johannes Obermayr      | Elias Tollinger              | Niklas Wangler          |
| 31. August 2012    | Alpencup   | HS77    | Ramona Straub          | Veronika Zobel               | Sonja Schoitsch         |
| 31. August 2012    | Alpencup   | HS117   | Johannes Obermayr      | Ronan Lamy Chappuis          | Pascal Kälin            |
| 01. September 2012 | Alpencup   | HS77    | Ramona Straub          | Manuela Malsiner             | Veronika Zobel          |
| 01. September 2012 | Alpencup   | HS117   | Cene Prevc             | Daniel Huber                 | Ulrich Wohlgenannt      |
| 06. Oktober 2012   | FIS-Cup    | HS117   | Michail Maximotschkin  | Pascal Sommer                | Pascal Egloff           |
| 07. Oktober 2012   | FIS-Cup    | HS117   | Pascal Kälin           | Sacha Gardet                 | Michail Maximotschkin   |
| 17. August 2013    | Grand Prix | HS117   | Kamil Stoch            | Maciej Kot                   | Andreas Wellinger       |
| 07. September 2013 | FIS-Cup    | HS117   | Marco Grigoli          | Pascal Egloff                | Patrick Streitler       |
| 08. September 2013 | FIS-Cup    | HS117   | Elias Tollinger        | Patrick Streitler            | Pascal Egloff           |
| 13. September 2013 | Alpencup   | HS117   | Tim Fuchs              | Patrick Streitler            | Michael Herrmann        |
| 13. September 2013 | Alpencup   | HS77    | Lisa Wiegele           | Elisabeth Raudaschl          | Agnes Reisch            |
| 14. September 2013 | Alpencup   | HS117   | Tim Fuchs              | Patrick Streitler            | Elias Tollinger         |
| 14. September 2013 | Alpencup   | HS77    | Elisabeth Raudaschl    | Timna Moser                  | Sonja Schoitsch         |
| 09. August 2014    | Grand Prix | HS117   | Gregor Schlierenzauer  | Piotr Żyła                   | Michael Hayböck         |
| 06. September 2014 | FIS-Cup    | HS117   | Lukas Müller           | Killian Peier                | Andrzej Stękała         |
| 07. September 2014 | FIS-Cup    | HS117   | Andrzej Stękała        | Killian Peier                | Gabriel Karlen          |
| 13. September 2014 | Alpencup   | HS77    | Agnes Reisch           | Sophia Görlich               | Henriette Kraus         |
| 13. September 2014 | Alpencup   | HS117   | Patrick Streitler      | Killian Peier                | Elias Tollinger         |
| 14. September 2014 | Alpencup   | HS77    | Agnes Reisch           | Luisa Görlich                | Elisabeth Raudaschl     |
| 14. September 2014 | Alpencup   | HS117   | Philipp Aschenwald     | Daniele Varesco              | Elias Tollinger         |
| 15. August 2015    | Grand Prix | HS117   | Severin Freund         | Peter Prevc                  | Kamil Stoch             |
| 05. September 2015 | Alpencup   | HS117   | Domen Prevc            | Tim Fuchs                    | Markus Rupitsch         |
| 05. September 2015 | Alpencup   | HS77    | Nika Križnar           | Katra Komar                  | Linda Grabner           |
| 06. September 2015 | Alpencup   | HS117   | Domen Prevc            | Tim Fuchs                    | Markus Rupitsch         |
| 06. September 2015 | Alpencup   | HS77    | Nika Križnar           | Katra Komar                  | Lucile Morat            |
| 12. September 2015 | FIS-Cup    | HS117   | Simon Greiderer        | Andrzej Stękała              | Adrian Sell             |
| 13. September 2015 | FIS-Cup    | HS117   | Killian Peier          | Krzysztof Leja               | Tilen Bartol            |
| 06. August 2016    | Grand Prix | HS117   | Maciej Kot             | Kamil Stoch                  | Michael Hayböck         |
| 03. September 2016 | FIS-Cup    | HS77    | Selina Freitag         | Daniela Haralambie           | Fumika Segawa           |
| 03. September 2016 | FIS-Cup    | HS117   | Aljaž Osterc           | Dominik Kastelik Paweł Wąsek |                         |
| 04. September 2016 | FIS-Cup    | HS77    | Daniela Haralambie     | Selina Freitag               | Andreea Diana Trâmbițaș |
| 04. September 2016 | FIS-Cup    | HS117   | Aljaž Osterc           | Felix Hoffmann               | Dominik Kastelik        |
| 10. September 2016 | Alpencup   | HS77    | Kaja Urbanija Čož      | Sophie Mair                  | Jerneja Brecl           |
| 10. September 2016 | Alpencup   | HS117   | Felix Hoffmann         | Luca Roth                    | Julian Hahn             |
| 11. September 2016 | Alpencup   | HS77    | Jerneja Brecl          | Selina Freitag               | Sophie Mair             |
| 11. September 2016 | Alpencup   | HS117   | Aljaž Osterc           | Felix Hoffmann               | Julian Hahn             |
| 04. August 2018    | Grand Prix | HS117   | Kamil Stoch Piotr Żyła |                              | Jewgeni Klimow          |
| 08. September 2018 | Alpencup   | HS117   | David Haagen           | Mika Schwann                 | Jernej Presečnik        |
| 09. September 2018 | Alpencup   | HS117   | David Haagen           | Philipp Raimund              | Lovro Vodušek           |
| 28. August 2021    | FIS Cup    | HS117   | Thomas Diethart        | Clemens Aigner               | Felix Hoffmann          |
| 28. August 2021    | FIS Cup    | HS117   | Sina Arnet             | Julia Mühlbacher             | Josephin Laue           |
| 29. August 2021    | FIS Cup    | HS117   | Clemens Aigner         | Felix Hoffmann               | Thomas Diethart         |
| 29. August 2021    | FIS Cup    | HS117   | Sina Arnet             | Julia Mühlbacher             | Josephin Laue           |

### Nordische Kombination
| Datum              | Kategorie  | Schanze | 1. Platz           | 2. Platz          | 3. Platz          |
| ------------------ | ---------- | ------- | ------------------ | ----------------- | ----------------- |
| 01. September 2007 | Alpencup   | HS77    | Bernhard Tritscher | Benjamin Anschütz | Samuel Guy        |
| 02. September 2007 | Alpencup   | HS117   | Fabian Rießle      | Dominik Dier      | Joel Bieri        |
| 01. August 2008    | Grand Prix | HS117   | Ronny Heer         | Mario Stecher     | David Kreiner     |
| 15. August 2009    | Grand Prix | HS117   | Ronny Heer         | Tino Edelmann     | Alessandro Pittin |